# 衛悼公
衞悼公（？—前465年），即姬黔，為春秋諸侯國衞國君主之一，他為衞靈公的兒子、衞後莊公之弟、衞出公之叔父。大夫褚聲子驅逐出公，出公逃亡，當時還是公子黔的他驅逐了衛出公兒子，自立爲君，是為悼公，在位5年。
| 前任： 衞出公 | 春秋衞國君主 前469年--前465年 | 繼任： 衞敬公 |